# 黑紋葡齒魚
黑紋葡齒魚，為輻鰭魚綱脂鯉目脂鯉亞目脂鯉科的其中一個種，為熱帶淡水魚，分布於巴西聖弗朗西斯科河及热基蒂尼奥尼亚河流域，體長可達3.8公分，棲息在底中層水域，生活習性不明。